# Vózhega
Vózhega (ruso: Во́жега) es un asentamiento de tipo urbano de Rusia, capital del ókrug municipal homónimo en la óblast de Vólogda.
En 2021, el asentamiento tenía una población de 6015 habitantes. Se ubica unos 150 km al norte de la capital regional Vólogda. El río Vózhega fluye al sur del asentamiento.

## Historia
Fue fundado en 1895 como poblado ferroviario, al abrirse aquí una estación del ferrocarril de Vólogda a Arcángel. La Unión Soviética le dio el estatus de capital distrital en 1929, cuando se definieron los raiones del krai del Norte, y el de asentamiento de tipo urbano en 1932. Antes de que el raión se constituyera como ókrug municipal en 2022, Vózhega era sede de un ayuntamiento urbano que incluía como pedanías las aldeas (derevni) de Bolshaya Klímovskaya, Savinskaya y Olshukóvskaya, así como otras 45 aldeas despobladas o casi despobladas.